# Barrage de Mumcular
Le barrage de Mumcular est un barrage en Turquie.

## Sources
- (tr) « Mumcular Barajı », sur Agence gouvernementale turque des travaux hydrauliques (DSİ)